# 마르티나 발체피나
마르티나 발체피나(이탈리아어: Martina Valcepina, 1992년 6월 4일~)는 이탈리아의 쇼트트랙 선수이다. 2014년 동계 올림픽 쇼트트랙 여자 3000m 계주에서 동메달을 획득했다.